# Yoshiaki Hatakeda
Yoshiaki Hatakeda (Japón, 12 de mayo de 1972) es un gimnasta artístico japonés, triple subcampeón del mundo en 1995 en los ejercicios de caballo con arcos, barra fija y por equipos.

## Carrera deportiva
En los JJ. OO. de Barcelona 1992 ayuda a su país a conseguir la medalla de bronce en el concurso por equipos —Japón queda tras el Equipo Unificado (oro) y China (plata)—; sus cinco colegas en el equipo japonés eran: Yukio Iketani, Masayuki Matsunaga, Daisuke Nishikawa, Yutaka Aihara y Takashi Chinen.
En el Mundial de Sabae 1995 gana tres medallas de plata: en caballo con arcos —tras el suizo Donghua Li y empatado a puntos con el chino Huang Huadong—, en barra fija —tras el alemán Andreas Wecker— y por equipos —Japón queda por detrás de China (oro) y delante de Rumania (bronce)—.